# Алгоритм Чанки
Алгоритм Чанки — это алгоритм, позволяющий решать задачу вычисления определителя матрицы в классе NC. Идея алгоритма состоит в том, чтобы свести исходную задачу к решению системы {\displaystyle Ls=t} относительно вектора {\displaystyle s}, где {\displaystyle L} — нижнетреугольная матрица, которую можно обратить за время {\displaystyle T(n)=O(\log ^{2}n)} с использованием {\displaystyle O(n^{4})} процессоров.

## Параллельное возведение в степень
Пусть {\displaystyle A}, {\displaystyle B} — матрицы размеров {\displaystyle m\times n} и {\displaystyle n\times p} соответственно. Тогда для вычисления матрицы {\displaystyle C=AB} достаточно параллельно вычислить {\textstyle c_{ij}=\sum _{k=1}^{n}a_{ik}\cdot b_{kj}} для всех {\displaystyle 1\leq i\leq m}, {\displaystyle 1\leq j\leq p}.
Префиксные суммы в выражениях такого вида могут быть вычислены за время {\displaystyle O(\log n)} с применением {\displaystyle O(n)} параллельных процессоров. Таким образом, используя {\displaystyle O(mnp)} процессоров, можно вычислить всю матрицу {\displaystyle AB} за время {\displaystyle O(\log n)}.
Применяя схожую процедуру для вычисления {\textstyle A^{n}=A\cdot A\cdot \ldots \cdot A}, можно вычислить все степени матрицы, не превосходящие {\displaystyle n}, что потребует {\textstyle O(\log n)\cdot M(n)=O(\log ^{2}n)} времени и {\textstyle O(n^{4})} процессоров.
Здесь {\displaystyle M(n)} — время, необходимое для умножения двух квадратных матриц размера {\displaystyle n\times n}.

## Обращение нижнетреугольной матрицы
Нижнетреугольную матрицу {\displaystyle L} размера {\displaystyle n\times n} можно разбить на равные по размеру блоки
{\displaystyle \mathbf {L} ={\begin{pmatrix}\mathbf {L} _{1,1}&0\\\mathbf {L} _{2,1}&\mathbf {L} _{2,2}\end{pmatrix}}},
тогда обратная к ней матрица {\displaystyle L^{-1}} примет вид
{\displaystyle \mathbf {L} ^{-1}={\begin{pmatrix}\mathbf {L} _{1,1}^{-1}&0\\\mathbf {-L} _{2,2}^{-1}\mathbf {L} _{2,1}^{}\mathbf {L} _{1,1}^{-1}&\mathbf {L} _{2,2}^{-1}\end{pmatrix}}}.
Это означает, что задачу обращения матрицы {\displaystyle L} можно решить путём двух параллельно выполняемых обращений нижнетреугольных матриц {\displaystyle L_{1,1}} и {\displaystyle L_{2,2}} размера {\textstyle \left[{\frac {n}{2}}\right]\times \left[{\frac {n}{2}}\right]} и двух последовательно выполняемых умножений.
Пусть {\displaystyle T(n)} — время, требуемое для обращения нижнетреугольной матрицы {\displaystyle n\times n}. Оно подчиняется рекуррентному соотношению
{\displaystyle T(n)\leq T\left({\frac {n}{2}}\right)+2M\left({\frac {n}{2}}\right)}.
Выше показано, что {\displaystyle M(n)=O(\log n)}, поэтому окончательная оценка, в силу основной теоремы о рекуррентных оценках, равна
{\displaystyle T(n)=O(\log ^{2}n)}.

## Описание метода
Пусть {\displaystyle A} — квадратная матрица со стороной {\displaystyle n}. Её характеристический многочлен имеет вид
{\displaystyle {\begin{aligned}\chi (\lambda )=\det(A-\lambda E)=(\lambda -\lambda _{1})\dots (\lambda -\lambda _{n})=\lambda ^{n}-s_{1}\lambda ^{n-1}+s_{2}\lambda ^{n-2}+...+(-1)^{n}s_{n}\end{aligned}}},
где {\displaystyle s_{k}} — элементарные симметрический многочлен степени {\displaystyle k}, а {\displaystyle \lambda _{i}} — собственные значения матрицы {\displaystyle A}. В частности,
{\displaystyle s_{1}=\lambda _{1}+\lambda _{2}+\ldots +\lambda _{n}=\mathrm {tr} A} — след матрицы,
{\displaystyle s_{n}=\lambda _{1}\cdot \lambda _{2}\cdot \ldots \cdot \lambda _{n}=\det A} — определитель матрицы.
Для удобства вводится {\displaystyle s_{0}=1} и введём вспомогательную величину {\displaystyle f_{k}^{m}}, такую что
{\displaystyle f_{k}^{m}=\sum _{1\leq i_{1}<i_{2}<\ldots <i_{k}\leq n \atop j\notin \{i_{1},i_{2},\ldots ,i_{k}\}}(\lambda _{i_{1}}\cdot \lambda _{i_{2}}\cdot \ldots \cdot \lambda _{i_{k}})\cdot \lambda _{j}^{m}}.
С учётом {\displaystyle \mathrm {tr} A^{m}=\sum _{j=1}^{n}\lambda _{j}^{m}}, можно выразить
{\displaystyle {\begin{aligned}s_{k}\cdot \mathrm {tr} A^{m}=\left(\sum _{1\leq i_{1}<i_{2}<\ldots <i_{k}\leq n}\lambda _{i_{1}}\cdot \lambda _{i_{2}}\cdot \ldots \cdot \lambda _{i_{k}}\right)\cdot \left(\sum _{j=1}^{n}\lambda _{j}^{m}\right)=\sum _{1\leq i_{1}<i_{2}<\ldots <i_{k}\leq n \atop 1\leq j\leq n}(\lambda _{i_{1}}\cdot \lambda _{i_{2}}\cdot \ldots \cdot \lambda _{i_{k}})\cdot \lambda _{j}^{m}=\\=\sum _{1\leq i_{1}<i_{2}<\ldots <i_{k}\leq n \atop j\notin \{i_{1},i_{2},\ldots ,i_{k}\}}(\lambda _{i_{1}}\cdot \lambda _{i_{2}}\cdot \ldots \cdot \lambda _{i_{k}})\cdot \lambda _{j}^{m}+\sum _{1\leq i_{1}<i_{2}<\ldots <i_{k}\leq n \atop j\in \{i_{1},i_{2},\ldots ,i_{k}\}}(\lambda _{i_{1}}\cdot \lambda _{i_{2}}\cdot \ldots \cdot \lambda _{i_{k}})\cdot \lambda _{j}^{m}=f_{k}^{m}+f_{k-1}^{m+1}\end{aligned}}}
Используя данное соотношение, можно записать
{\displaystyle {\begin{aligned}&s_{k}\cdot \mathrm {tr} A^{0}-s_{k-1}\cdot \mathrm {tr} A^{1}+s_{k-2}\cdot \mathrm {tr} A^{2}+\ldots +(-1)^{k-1}s_{1}\cdot \mathrm {tr} A^{k-1}+(-1)^{k}\mathrm {tr} A^{k}=\\&=(f_{k}^{0}+f_{k-1}^{1})-(f_{k-1}^{1}+f_{k-2}^{2})+(f_{k-2}^{2}+f_{k-3}^{3})+\ldots +(-1)^{k-1}(f_{1}^{k-1}+f_{0}^{k})+(-1)^{k}f_{0}^{k}=\\&=f_{k}^{0}+(f_{k-1}^{1}-f_{k-1}^{1})-(f_{k-2}^{2}-f_{k-2}^{2})+\ldots +(-1)^{k-2}(f_{1}^{k-1}-f_{1}^{k-1})+(-1)^{k-1}(f_{0}^{k}-f_{0}^{k})=f_{k}^{0}=(n-k)s_{k}\end{aligned}}}
Таким образом, для произвольного {\displaystyle k} справедливо
{\displaystyle ks_{k}-s_{k-1}\cdot \mathrm {tr} A^{1}+s_{k-2}\cdot \mathrm {tr} A^{2}+\ldots +(-1)^{k-1}s_{1}\cdot \mathrm {tr} A^{k-1}=(-1)^{k-1}\mathrm {tr} A^{k}}
или в матричном виде
{\displaystyle {\begin{pmatrix}1&0&0&\ldots &0&0\\-\mathrm {tr} A&2&0&\ldots &0&0\\\mathrm {tr} A^{2}&-\mathrm {tr} A&3&\ldots &0&0\\\vdots &\vdots &\vdots &\ddots &\vdots &\vdots \\(-1)^{n-2}\mathrm {tr} A^{n-2}&(-1)^{n-3}\mathrm {tr} A^{n-3}&(-1)^{n-4}\mathrm {tr} A^{n-4}&\ldots &(n-1)&0\\(-1)^{n-1}\mathrm {tr} A^{n-1}&(-1)^{n-2}\mathrm {tr} A^{n-2}&(-1)^{n-3}\mathrm {tr} A^{n-3}&\ldots &-\mathrm {tr} A&n\end{pmatrix}}{\begin{pmatrix}s_{1}\\s_{2}\\s_{3}\\\vdots \\s_{n-1}\\s_{n}\end{pmatrix}}={\begin{pmatrix}\mathrm {tr} A\\-\mathrm {tr} A^{2}\\\mathrm {tr} A^{3}\\\vdots \\(-1)^{n-2}\mathrm {tr} A^{n-1}\\(-1)^{n-1}\mathrm {tr} A^{n}\end{pmatrix}}}
Для решения этой системы нужно обратить нижнетреугольную матрицу в левой части и умножить её на столбец из правой — все эти операции вместе с одновременным вычислением значений вида {\displaystyle \mathrm {tr} A^{k}} для всех {\displaystyle k\in \{1,2,\ldots ,n\}} могут быть выполнены за время {\displaystyle O(\log ^{2}n)} с использованием {\displaystyle O(n^{4})} процессоров. Получив решение {\displaystyle s={\begin{pmatrix}s_{1}&s_{2}&\dots &s_{n}\end{pmatrix}}^{T}}, остаётся лишь взять последний элемент {\displaystyle s_{n}}, который равен искомому {\displaystyle \det A}.